# Brilliana Harley
Lady Brilliana Harley, née Conway, (1598 - 29 octobre 1643) est une aristocrate puritaine anglaise connue pour son abondante correspondance, écrite à son mari et son fils, et pour avoir défendu son château lors d'un siège royaliste.

## Biographie
Brilliana Conway naît à Brielle, une ville de garnison anglaise près de Rotterdam, en 1598. Elle est la fille d'Edward Conway (1564-1631), plus tard vicomte de Conway, alors gouverneur de la ville, et de Dorothy Tracy. Le 16 juillet 1623, elle devient la troisième épouse de Sir Robert Harley (1579-1656), assistant parlementaire de son père lorsque celui-ci était Secrétaire d'état d'Angleterre. Ils s'installent au château de Brampton Bryan, dans le nord-ouest du Herefordshire. Le couple aura sept enfants.
Parmi les 375 lettres que Lady Harley écrit à son époux et à son fils, Edward, de 1623 jusqu'à sa mort en octobre 1643, certaines sont parvenues jusqu'à nous. Elles décrivent une femme instruite, lettrée et parlant plusieurs langues.

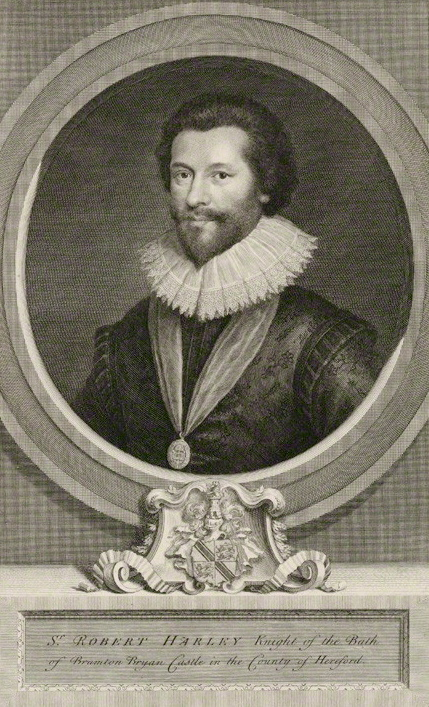
Robert Harley (1579–1656)

Dans ses lettres, elle tient son mari informé des affaires politiques locales lorsqu'il doit s'absenter. Profondément religieuse, elle l'encourage dans ses pratiques puritaines. Les lettres contiennent également des passages liés à sa vie conjugale, aux médecines utilisées à l'époque, au déclenchement de la guerre civile dans le Herefordshire et de la vie d'une famille en contradiction avec la tendance politique locale.
Pendant la guerre civile anglaise (1642-1651), en l'absence de son mari et de ses fils, Lady Harley défend le château de Brampton Bryan, pendant un siège de trois mois par une troupe royaliste de 700 soldats, menée par Sir William Vavasour. Le château est occupé par Brilliana, ses trois plus jeunes enfants, environ 50 civils et 50 mousquetaires. Les conditions sont difficiles, le château bombardé, le village pillé et brûlé. Finalement le nombre de victimes des assiégés est faible et un seul décès et quelques blessés sont enregistrés. En revanche, chez les assaillants près d'un dixième de la compagnie est tuée ou blessée.
Au départ des troupes, Lady Harley oblige ses fermiers à niveler les travaux de terrassement laissés par le siège. Puis, elle envoie 40 soldats attaquer un camp royaliste local à Knighton. 
Lady Harley meurt d'une pneumonie d'un refroidissement le 29 octobre 1643 après avoir affronté les difficultés du siège royaliste et alors que le château est à nouveau attaqué.

## Correspondance
La correspondance de Lady Brilliana Harley est publiée, en partie, dans les ouvrages suivants :
- (en) Thomas Taylor Lewis, Letters of the Lady Brilliana Harley, Printed for the Camden Society, 1854 (lire en ligne).
- (en) Royal Commission on Historical Manuscripts, Calendar of the manuscripts of the Marquis of Bath preserved at Longleat, Wiltshire, Londres, Printed for H. M. Stationery Off. by Mackie & Co. Ltd., 1904-1980 (lire en ligne), p. 8-21.
- (en) Royal Commission on Historical Manuscripts, The manuscripts of His Grace the Duke of Portland, preserved at Welbeck abbey, Londres, Printed for H. M. Stationery off., by Eyre and Spottiswoode, 1891 (lire en ligne).

La British Library détient également quelques lettres non publiées de Lady Harley.